# Murgasse (Graz)

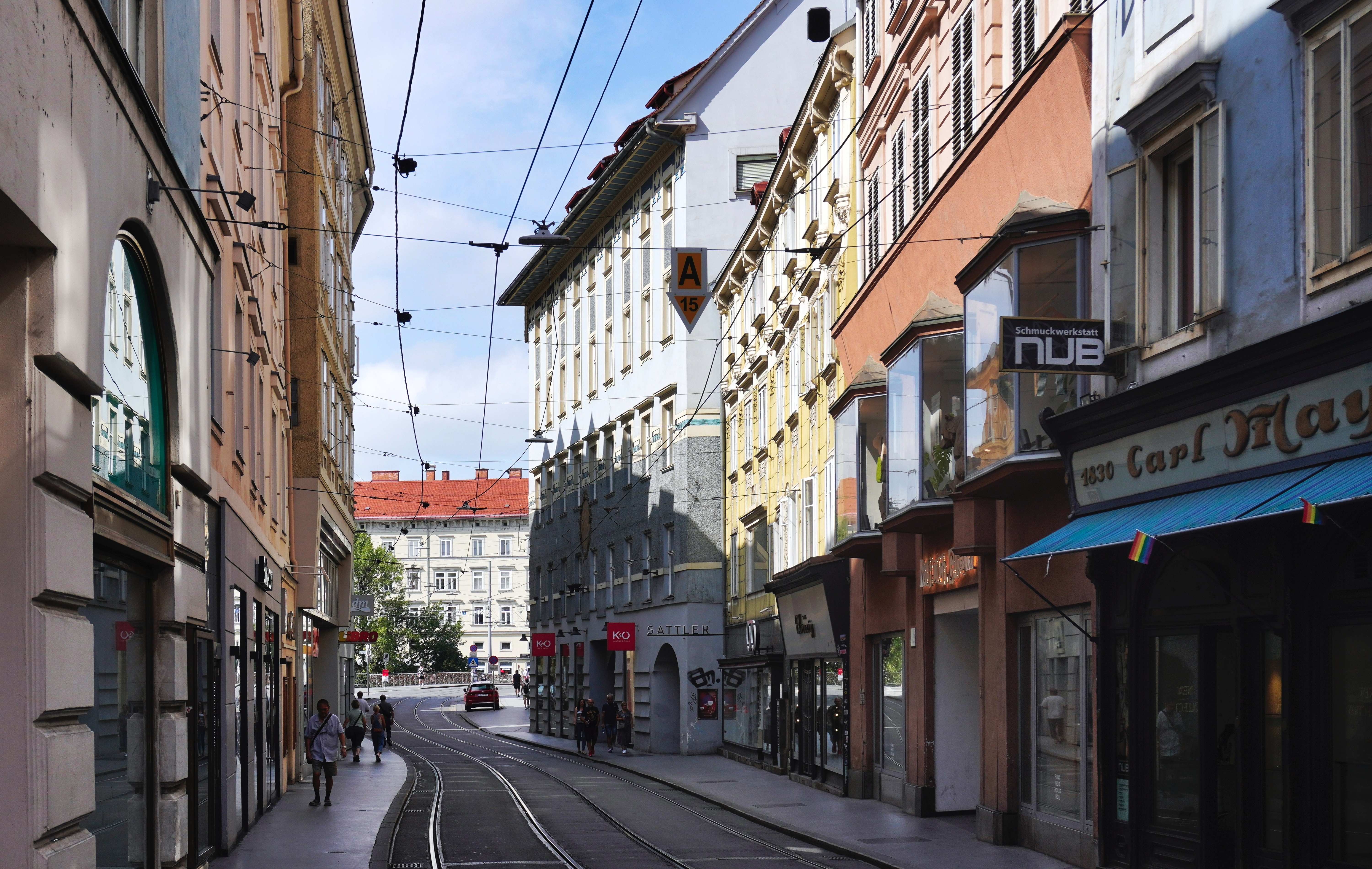
Murgasse, Blick Richtung Westen

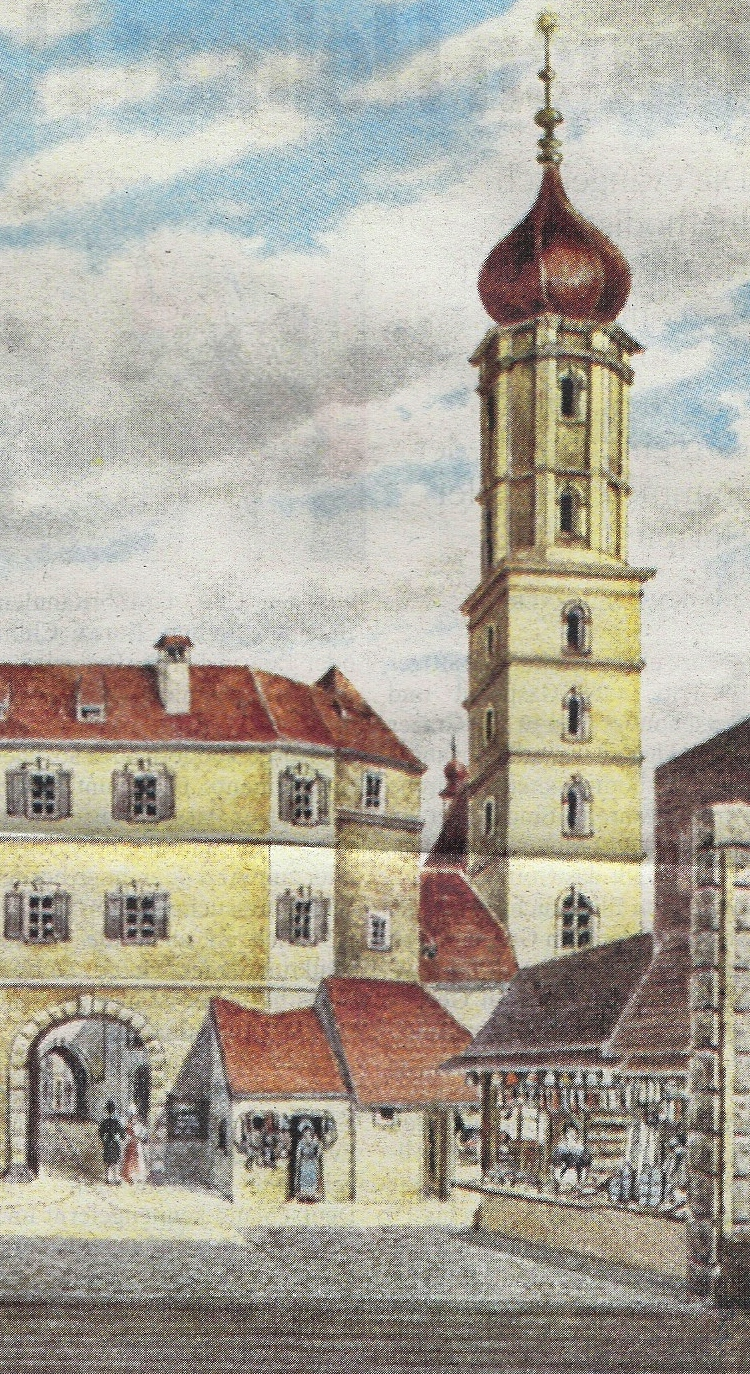
Die beiden Murtore und die Franziskanerkirche. Aquarell nach einer Vorlage von Josef Kuwasseg (1835).

Die Murgasse ist ein Straßenzug zwischen Hauptplatz und der Erzherzog-Johann-Brücke (ehemals Hauptbrücke) im ersten Grazer Stadtbezirk Innere Stadt. Die Mur, der Hauptfluss der Steiermark, ist für die Gasse namensgebend, von der die Paradeisgasse, die (vorne überbaute) Badgasse und südwärts die schmale Nürnbergergasse abzweigen.

## Geschichte
Der erhaltene Straßenverlauf deckt sich mit dem der ehemaligen Römerstraße und der Strata hungarica. Sie ist eine Verlängerung der Sporgasse Richtung Westen. Die erste urkundliche Erwähnung ist mit 1487 datiert. Hauptsächlich ließen sich hier bürgerliche Handwerker und Kaufleute nieder. Die Murgasse ist bis in die Gegenwart eine Einkaufsstraße geblieben.
Bis 1837 verschlossen das äußere und innere Murtor die Gasse und 1848 wurde die Franz-Carl-Kettenbrücke (heute Erzherzog-Johann-Brücke) errichtet. 1876 verbreiterte man wegen der Pferdetramway den Eingang zum Hauptplatz.
Heute wird die Murgasse von den Straßenbahnen der Linien 1, 4, 6 und 7 befahren. Mit der Einführung etwas breiterer Straßenbahnen um 2015 wurden die Gehsteige stellenweise etwas verschmälert, mehrere Randsteine mit der Webadresse „murgasse.com“ gesetzt und für Straßenbahnen ein Geschwindigkeitslimit von 20 km/h eingeführt. Eine Geschwindigkeitsanzeige am vorspringenden Gebäudeeck zur Nürnbergergasse wurde installiert, die auch das Tempo von Radfahrern und Fußgängern anzeigen kann.

## Äußeres und inneres Murtor
Einige Quellen sprechen von der Errichtung eines Murtores als ältestes Grazer Stadttor im Jahre 1036, doch erst 1462 kam es zur ersten urkundlichen Erwähnung der beiden Tore, die Teil der mittelalterlichen Stadtbefestigung waren.
Die Brücke, die vor der Franz-Carl-Kettenbrücke bestand, war bis 1787 die einzige Verbindung über den Fluss nach Westen. Das ältere, innere Murtor ⊙ stand auf Höhe des Hauses Murgasse 9. Im 15. Jahrhundert errichtete man eine Zwingeranlage und damit das jüngere, äußere Murtor ⊙, ein einfaches, zweistöckiges Gebäude, das bei der heutigen Einmündung der Neutorgasse in die Murgasse seinen Standort hatte. Am 23. April 1471 wurde der steirische Söldnerführer Andreas Baumkircher zwischen den Toren enthauptet.
Die Straßenseiten von den Murtoren bis über die Brücke waren ab 1659 von Verkaufsständen gesäumt. Bei der Auflassung der Stadtbefestigung im Jahr 1784 verloren die Murtore ihre Bedeutung und wurden zum Verkehrshindernis. Während des Neubaus der Kettenbrücke brach man 1837 beide Tore ab.

## Erhalt statt Abriss
Für den Bau einer Kfz-Hauptstraße durch Murgasse und über Hauptplatz und Herrengasse nach Süden war der Abriss einer Häuserfront der Murgasse geplant. Die Breite der Hauptbrücke aus den 1960er-Jahren war für 4 Autospuren geplant und kommt heute Fußgängern und Radfahrern zugute. Letztlich überwogen doch Bestrebungen der Altstadterhaltung. Die Murgasse ist heute wesentlicher Bestandteil des Altstadtkerns, der zum Weltkulturerbe erhoben wurde und touristisch hohen Wert genießt.